# Anfernee Frederick
Anfernee Frederick (Roseau, Dominica, 23 de enero de 1996) es un futbolista profesional dominiqués que juega como mediocampista en el Bath Estate del Campeonato de fútbol de Dominica. Es internacional con la selección de fútbol de Dominica.

## Clubes
Frederick comenzó su carrera con Bath Estate de la Premier League de Dominica, donde permaneció durante tres años. En 2015, el equipo W Connection de la TT Pro League completó el fichaje de Frederick. Hizo su debut en una competencia continental con el club de Trinidad y Tobago el 4 de agosto de 2015, participando en los últimos once minutos de una derrota en la fase de grupos de la Liga de Campeones de CONCACAF ante el Santos Laguna de la Liga MX. Frederick regresó a Bath Estate en 2016.

## Selección nacional
Frederick apareció para Dominica Sub-17 en la clasificación para el Campeonato Sub-17 de CONCACAF 2011 en Jamaica, siendo seleccionado para los partidos con Guyana y las Antillas Holandesas cuando Dominica quedó en último lugar. Disputó su primer partido internacional con la selección absoluta en un amistoso de abril de 2014 con Santa Lucía. Las primeras apariciones competitivas de Frederick para Dominica se produjeron en junio de 2015, cuando jugó en encuentros de clasificación para la Copa Mundial de la FIFA 2018 con Canadá. Marcó su primer gol internacional el 4 de marzo de 2019 en el Torneo de las Islas de Barlovento de 2019 contra Granada. Volvió a anotar en septiembre, anotando contra Surinam en la Liga de Naciones B de CONCACAF 2019-20.

## Estadísticas

### Selección nacional
| Selección | Año   | Partidos | Goles |
| --------- | ----- | -------- | ----- |
| Dominica  | 2014  | 2        | 0     |
| Dominica  | 2015  | 3        | 0     |
| Dominica  | 2016  | 4        | 0     |
| Dominica  | 2018  | 3        | 0     |
| Dominica  | 2019  | 10       | 2     |
| Total     | Total | 22       | 2     |

### Goles internacionales
| N.º | Fecha                   | Sede                                                   | Partido | Adversario | Gol  | Resultado | Competencia                         |
| --- | ----------------------- | ------------------------------------------------------ | ------- | ---------- | ---- | --------- | ----------------------------------- |
| 1.  | 2 de marzo de 2019      | Victoria Park, Kingstown, San Vicente y las Granadinas | 14      | Granada    | 1 –0 | 1–0       | Torneo Islas de Barlovento 2019     |
| 2.  | 5 de septiembre de 2019 | Parque Windsor, Roseau, Dominica                       | 16      | Surinam    | 1 –1 | 1–2       | 2019-20 CONCACAF Liga de Naciones B |